# العلاقات الأرجنتينية الإسرائيلية
العلاقات الأرجنتينية الإسرائيلية، هي العلاقات الدولية بين الأرجنتين وإسرائيل. تأسست العلاقات الدبلوماسية بين البلدين في 31 مايو 1949.

## التعاون النووي
حسب وثيقة أمريكية-بريطانية، ما بين عامي 1963 و1964، حصلت إسرائيل من الأرجنتين، وبموجب صفقة سرية، على كمية من أكسيد اليورانيوم (الكعكة الصفراء* تراوحت ما بين 80 إلى 100 طنٍ، لإستخدامها في برنامجها الخاص بإنتاج أسلحة نووية. في صيف عام 2013، رفعت السرية عن مجموعة من الوثائق الأمريكية والبريطانية تروي قصة تلك الصفقة التي كان يشار إليها بشكل عابر مقتضب، ضمن بعض التقييمات الخاصة بـ«الحالة النووية عبر العالم» و«صادرات الأرجنتين من اليورانيوم»، الصادرة عن وكالة الإستخبارات المركزية الأمريكية.
تسلط مجموعة الوثائق الجديدة الضوء على جوانب من التاريخ النووي الإسرائيلي، لا تزال غامضة، وتبين كيف بحثت إسرائيل، بسرية ودأب شديدين، عن مواد خام لبرنامجها النووي العسكري، وكيف حاولت، بإصرار ولهفة، بناء علاقات مع موردين جدد، بعينهم، عقب القيود التي فرضتها فرنسا عام 1963، على شحنات اليورانيوم التي إعتادت إرسالها إلى مفاعل ديمونة الإسرائيلي، منذ الإتفاق الخاص بالتعاون النووي الفرنسي – الإسرائيلي، الموقع عام 1957، والتي ساعدت فرنسا بموجبه على بناء هذا المفاعل.
تجدر الإشارة، بداية، إلى أن عمر الرغبة الإسرائلية، في امتلاك اليورانيوم، هي من عمر تأسيس الدولة، بل يمكن القول بإطمئنان أن «الأسرة العلمية الدولية»، المعنية بالقضايا النووية، عرفت «إرنست برگمان»، العالم الإسرائيلي النووي، عقب أول حرب عربية – إسرائيلية، وإنشاء «إسرائيل» سنة 1948، باعتباره عالماً لامعاً في الكيمياء العضوية ومديراً لقسم الكيمياء في معهد وايزمان للعلوم، ثم رئيساً للجنة الطاقة الذرية الإسرائيلية فور إنشائها في عام 1953 . وفي وقت مبكر، ما بين عامي 1949، و 1950، بدأت «إسرائيل» عمليات مسح جيولوجي في صحراء النقب الفلسطينية للوقوف على إمكانيات استخراج اليورانيوم من الفوسفات المتوفر في باطنها، وكان بيرغمان يعرب دائماً عن ثقته في أن حقول الفوسفات الواسعة في صحراء النقب تحتوي على كميات من اليورانيم الطبيعي القابلة للإستخراج. وخلال سنتين تأسست دائرة للبحث في النظائر المشعة في معهد «ويزمان»، وأرسلت البعثات العلمية لدراسة الطاقة والكيمياء النوويتين في الخارج، ومهد الباحثون السبيل أمام عملية إنتاج الماء الثقيل اللازم للتحكم في مسلسل التفاعل النووي، ووضع وسائل أكثر فاعلية لإستخراج اليورانيوم من فوسفات صحراء النقب. كان «داڤيد بن گوريون»، أول رئيس وزراء إسرائيلي، هو المشرف على ذلك كله، يعاونه «شيمون بيريز»، وكان وقتها في الثلاثين من عمره، وقد عينه «بن گوريون» مديراً عاماً لوزارة الدفاع، في أواخر عام 1953 . كانت لجنة بيرغمان للطاقة الذرية تابعة بشكل مباشر لـ «بيريز» ووزارة الدفاع. وكان «برگمان» وبالإضافة إلى منصبه العلمي في تلك اللجنة، يقوم أيضاً بمهام المستشار العلمي للوزارة، وكان مديراً للأبحاث والتخطيط فيها. وخلال النصف الثاني من الخمسينات شيدت بالفعل مصانع تجريبية لإستخراج اليورانيوم من صحراء النقب، لكن تبين أن التكلفة عالية جداً، وأن الأجدى والأوفر هو توفير اليورانيوم من مصادر خارجية.
إلى بداية الستينات، كانت فرنسا هي المصدر الرئيسي لتوفير اليورانيم المطلوب لمفاعل ديمونة النووي الذي شيد سراً بموجب إتفاقية تعاون نووي سرية بين الجانبين. وعندما قررت باريس، ربيع عام 1963، فرض القيود على شحنات اليورانيوم إلى ديمونة، كان السؤال المطروح داخل أجهزة الإستخبارات، والدوائر المعنية بالملف النووي الإسرائيلي وقتها، وخاصة في كل من واشنطن لندن، هو: إلى من ستتوجه «إسرائيل» من أجل توفير اليورانيوم؟ . ويوم إكتشفت كندا صفقة الكعكة الصفراء الأرجنتينية، في نهايات عام 1963، كانت لندن أول من علم بالاكتشاف الكندي، أما واشنطن فقد علمت بدورها من لندن، وإكتفت بإبداء التشكك في مدى صحة التقرير الكندي ودقته، لكنها راحت تراجع أوراق الملف النووي الإسرائيلي، ونرصد الموقف بهدوء وليونة.
في التاسع عشر من مارس عام 1964، تلقى «ماكجورج باندي»، المكلف بشؤون مجلس الأمن القومي في البيت الأبيض الأمريكي، مذكرة أعدها «بنجامين ريد» من الخارجية الأمريكية، بعنوان: «تأكيدات إسرائيلية حول الطاقة النووية»، وتسجل هذه الوثيقة، في تتابع زمني، سلسلة من التطمينات الإسرائيلية حول نواياها السلمية على صعيد طموحاتها النووية، بناء على طلبات من واشنطن، وخاصة مع اكتشاف الولايات المتحدة للتعاون النووي الفرنسي – الإسرائيلي الذي أسفر عن بناء مفاعل ديمونة في صحراء النقب الفلسطينية بموجب إتفاقية عام 1957 .
يبدأ الرصد في هذه الوثيقة منذ توقيع «إسرائيل» على إتفاقية أخرى هي «الذرة من أجل السلام» مع الولايات المتحدة في يوليو عام 1955، إبان عهد الرئيس الأمريكي الأسبق «آيزنهاور»، والتي بموجبها ساعدت واشنطن الجانب الإسرائيلي على بناء مفاعل «ناحال روبين» لأبحاث الإستخدامات السلمية للذرة، بالقرب من تل أبيب، في مايو عام 1958 . وينتهي هذا الرصد الـ «كورونولوجي» للتطمينات الإسرائيلية بفقرة لافته تشير إلى محادثات أمريكية – إسرائيلية جرت ما بين 19 و 23 فبراير عام 1964، حول صفقة صواريخ بالستية أمريكية (إستراتيجية) أرادت «إسرائيل» الحصول عليها، ويبدو أن الجانب الأمريكي، العارف بالنوايا والطموحات النووية العسكرية الإسرائيلية، حاول إثناء الجانب الإسرائيلي عن صفقة تلك الصواريخ باعتبار أنها لا تفيد كثيراً إلا عند تزويدها برؤوس نووية. وقد فوجئ الوفد الأمريكي بـ «ليفي أشكول»، رئيس الوزراء الإسرائيلي وقتها، ينظر إلى محدثه بذعر ويقول: «لا تحاولوا إقناعنا بشراء رؤوس نووية لتزويد هذه الصواريخ بها». ويبدو واضحاً أن الجانب الأمريكي كان يدرك أن «ذعر أشكول» ليس حقيقياً ولا يتجاوز دوائر المراوغة، خاصة وقد ورد في الوثيقة نفسها فقرة تشير إلى لقاء جرى يوم 25 مايو 1963، بين جون ماكون، مدير وكالة الإستخبارات المركزية الأمريكية وقتها، ودبلوماسي فرنسي يدعى «تشارلز لوسيت» < الذي قرر في اللقاء أن فرنسا أحبطت محاولة إسرائيلية لشراء يورانيوم «بدون ضمانات» من «الگابون» التي كانت مستعمرة فرنسية. وأبلغ «لوسيت» مدير الـ «سي آي إيه» أن مفاعل ديمونة قد تكون له مرافق تجهلها فرنسا رغم أن الفرنسيين هم من ساعدوا في بناء المفاعل > . وقد تزامن إعداد الخارجية الأمريكية للمذكرة، التي تتناول في تتابع زمني التطمينات الإسرائيلية حول «سلمية» مشروعها النووي، مع بدء تعامل الخارجية البريطانية، في مارس عام 1964، مع التقرير الإستخباراتي الكندي الذي يؤكد أن «إسرائيل»، ومع صفقة «الكعكة الصفراء» الأرجنتينية، أصبح لديها كل المتطلبات الأساسية للبدء في مشروع إنتاج أسلحة نووية.
تشير المراسلات الديبلوماسية، ضمن وثائق الصفقة الأرجنتينية – الإسرائيلية، إلى الملابسات التي أحاطت بفرض فرنسا لشروط تقيد شحن اليورانيوم إلى «إسرائيل». ففي الثامن من يناير عام 1964، بعثت السفارة الأمريكية في باريس، إلى الخارجية في واشنطن، ببرقية، عبر قنوات خاصة بالموضوعات الإستخباراتية، تفيد بأن المسؤولين في السفارة علموا من «جاك مارتن» المعني بالمسائل النووية في الخارجية الفرنسية، أن «إسرائيل» التي رفضت التوقيع على إتفاق لشراء اليورانيوم بشكل حصري من فرنسا، وعدم شرائه من أي مصدر آخر، كانت تبحث عن مصادر أخرى، وأن الأرجنتين، وكذلك بلجيكا، من المصادر المحتملة. وتلمح هذه الوثيقة إلى برقية سابقة كانت السفارة الأمريكية في باريس قد أرسلتها إلى واشنطن في الثاني عشر من نوفمبر 1963، تتعلق بالقرار الفرنسي الذي إتخذ في ربيع ذلك العام نفسه، والخاص بوقف إمداد «إسرائيل» باليورانيوم. ويتبين من وثائق هذا الملف أن مشكلة الكعكة الصفراء التي تسعى إليها «إسرائيل» قد استمرت مع إستمرار محاولة الأخيرة معرفة الأسباب التي دفعت فرنسا إلى وقف شحنات اليورانيوم إليها. وجاء في رسالة بعثت بها السفارة الأمريكية في باريس، يوم 26 مارس 1946، إلى الخارجية في واشنطن، أن «جاك مارتن» قال للمسؤولين الأمريكيين أن الفرنسيين أجابوا بأن القيود على شحنات اليورانيوم سوف تستمر إلى أن تكون «إسرائيل» على إستعداد لقصر شرائه على فرنسا،< وأن تسمح للفرنسيين ببعض سيطرة على الموقف في ديمونة > .
في السياق نفسه، وفي الحادي عشر من يونيو (1964)، تلقت الخارجية البريطانية رسالة من سفارتها في باريس، تضمنت فحوى لقاء تم ما بين " بيتر رامسبوتان، كبيير الديبلوماسيين البريطانيين في السفارة، و " جورج سوتو " من الخارجية الفرنسية . وقد أقر الأخير بأن فرنسا تعتقد أن الإسرائيليين يحاولون التمكن من صناعة قنبلة نووية و < هم في وضع يسمح لهم بذلك إن أرادوا > . في هذه الوثيقة، ينقل الديبلوماسي البريطاني عن نظيره الفرنسي قوله أن الإتفاق الفرنسي – الإسرائيلي الموقع عام 1957، تضمن مطالبة فرنسية بعودة الوقود المستهلك، في مفاعل ديمونة، إلى فرنسا، التي تحتفظ لذلك بسجلات غاية في الدقة، لكن المشكلة تكمن، وحسب الديبلوماسي الفرنسي، في أن صياغات ذلك الإتفاق كانت غير محكمة، ولم تلزم «إسرائيل»، بشكل صريح محدد، بعدم استخدام يورانيوم غير فرنسي في مفاعل ديمونة، رغم اعتقاد الجانب الفرنسي أن " روح الإتفاق " تعبر عن هذا " الإلزام ". وهنا تكمن أسباب وقف فرنسا لشحنات اليورانيوم، ومنع شرائه من مستعمرات فرنسية سابقة، وذلك من أجل إصلاح ما أفسدته الصياغات غير المحكمة .
في اليوم نفسه، 11 يونيو (1964) أحاط " بيتر رامسبوتان " السفارة الأمريكية في باريس بفحوى حواره مع الدبلوماسي الفرنسي، وتلقت الخارجية في واشنطن برقية تفيد بذلك من سفارتها في باريس . واللافت في وثيقة هذه البرقية أنها نقلت عن الدبلوماسي البريطاني قوله أن الجانب الفرنسي خلال مباحثات توقيع إتفاق التعاون النووي مع «إسرائيل» عام 1957، كان يعي أن هذا الإتفاق، والذي وقع مع وفد برئاسة شيمون بيريز، أمين عام " وزارة الدفاع الإسرائيلية وقتها، هو مساعدة فرنسية لـ «إسرائيل» لـ " بناء قوة رادعة "، بصرف النظر عن اللغة المستخدمة، وأن ذكر " الاستخدام السلمي " في الإتفاق الرسمي كان ضرورياً كي تكون فرنسا قادرة على " الإنكار السياسي ". ويلاحظ في رسالة السفارة البريطانية إلى الخارجية في لندن ، ورسالة السفارة الأمريكية إلى الخارجية في واشنطن ، أن الديبلوماسي البريطاني كان محبذا لفكرة إشراك باريس في المعلومات الكندية عن بيع الأرجنتين كعكة صفراء إلى «إسرائيل» على أساس أن فرنسا وعدت بوقف إتفاق التعاون النووي مع إسرائيل بشكل تام إذا ما تأكدت أن إسرائيل تتحايل لإيجاد مصدر آخر ، بديل ، غير فرنسي ، للكعكة الصفراء اللازمة لمفاعل ديمونة . ووفقاً لمرفقات الوثائق يتبين أن العاملين في هيئة الإستخبارات في وزارة الدفاع البريطانية لم يمانعوا في إبلاغ باريس بالمتوفر لديهم من معلومات عن الصفقة الأرجنتينية – الإسرائيلية ، إذا ما وافقت كندا.
في 6 فبراير 2024، ذكرت وزارة الخارجية الإسرائيلية أن رئيس الأرجنتين خافيير مايلي قد أعلن عند وصوله تل أبيب عزم بلاده نقل السفارة الأرجنتينية إلى القدس. استنكرت دولة فلسطين ذلك.

## البعثات الدبلوماسية
- لدى الأرجنتين سفارة في تل أبيب.[3]
- لدى إسرائيل سفارة في بوينس أيرس، وقنصلية فخرية في قرطبة ومندوزا.[4]